# Prepotto
Prepotto là một đô thị ở tỉnh Udine trong vùng Friuli-Venezia Giulia thuộc Ý, có cự ly khoảng 50 km về phía tây bắc của Trieste và khoảng 20 km về phía đông của Udine, tại biên giới với Slovenia. Tại thời điểm ngày 31 tháng 12 năm 2004, đô thị này có dân số 894 người và diện tích là 33,2 km².
Prepotto giáp các đô thị: Brda (Slovenia), Kanal ob Soči (Slovenia), Cividale del Friuli, Corno di Rosazzo, Dolegna del Collio, San Leonardo, San Pietro al Natisone, Stregna.